# Duliby (obwód lwowski)
Duliby (ukr. Дуліби) – wieś na Ukrainie, w rejonie stryjskim obwodu lwowskiego. Wieś liczy 3480 mieszkańców.
Wieś położona na przełomie XVI i XVII wieku w powiecie stryjskim ziemi przemyskiej województwa ruskiego, w drugiej połowie XVII wieku należała do starostwa stryjskiego. 
Za II Rzeczypospolitej do 1934 samodzielna gmina jednostkowa. 15 stycznia część gminy Duliby włączono do Stryja. Od 1934 należała do zbiorowej wiejskiej gminy Grabowiec Stryjski w powiecie stryjskim w woj. stanisławowskiem. Po wojnie wieś weszła w struktury administracyjne Związku Radzieckiego.